# 自由精神
自由精神（じゆうせいしん）とは、哲学用語の一つ。これはフリードリヒ・ニーチェによって提唱された言葉であり、「人間的な、あまりに人間的な」で述べられていた。自由精神というのは簡潔に言えば自分自身を確実に所有するに至った自由になった精神ということである。
ニーチェは自己を回顧して、病気や孤立などの只中にいる時に上機嫌を保つために、友達がいないことの補償として、自由精神という勇敢な仲間の幻と共に喋ったり笑ったりして過ごしていたとのこと。このことからニーチェは何者にもとらわれない漂泊者として、自らの影のみを友として自由な会話を重ね続けることで、既存の権威や偏見などというものは低劣な人間の欲望に過ぎないということを見抜いていき、これらからの解放を成し得ることができた。ここから自由精神というものの立場が成立した。こうした自由な見地に立つためには、人間は孤高の寂寥に耐え抜くということを覚悟しなければならない。そこは安易な生ではなく、因習に囚われている自己を超克して本来の自己へと帰還していくという困難極まる道である。そこでは世間からの不敬や非難というのは常例であり、賞賛というのは少しも期待することはできない。そして他人から賞賛されているうちは他人の軌道に乗っているに過ぎないと常に信じるべきであるとニーチェは言った。